# Eduardo Eliseo Martín

Wappen von Eduardo Eliseo Martín

Eduardo Eliseo Martín (* 26. Dezember 1953 in Venado Tuerto, Provinz Santa Fe, Argentinien) ist Erzbischof von Rosario.

## Leben
Eduardo Eliseo Martín studierte nach seinem Abitur in Venado Tuerto zunächst Chemie, trat aber dann in das Priesterseminar Seminario Metropolitano Nuestra Señora in Santa Fe ein und studierte Katholische Theologie und Philosophie. Er empfing am 26. Dezember 1980 die Priesterweihe durch Bischof Mario Picchi SDB in der Kathedrale der Unbefleckten Empfängnis in Venado Tuerto. Er war Pfarrer von San Cayetano in Venado Tuerto und wurde 1990 von Bischof Paulino Reale Chirina zum Generalvikar des Bistums Venado Tuerto berufen und 2000 von seinem Nachfolger Gustavo Arturo Help bestätigt. Seit 1993 war er auch Pfarrer der Kathedrale der Unbefleckten Empfängnis.
Von 1987 bis 1989 war er zudem Professor am Priesterseminar des Erzbistums La Plata in La Plata, der Hauptstadt der Provinz Buenos Aires sowie als Professor für Theologie am Weiterbildungsinstitut Instituto Católico de Enseñanza Superior in Venado Tuerto tätig.
Papst Benedikt XVI. ernannte ihn 2006 zum fünften Bischof von Villa de la Concepción del Río Cuarto. Die Bischofsweihe spendete ihm am 19. Mai 2006 Paulino Reale Chirina, Altbischof von Venado Tuerto; Mitkonsekratoren waren der Bischof von Venado Tuerto Gustavo Arturo Help und der Erzbischof von Bahía Blanca Guillermo Garlatti.
Papst Franziskus ernannte ihn am 4. Juli 2014 zum Erzbischof von Rosario. Die Amtseinführung fand am 24. August desselben Jahres statt.
Eduardo Eliseo Martín ist Mitglied der Kommission für Sozialpastoral der argentinischen Bischofskonferenz CEA. Er engagiert sich für Panorama Católico Internacional. 2008 besuchte er den Wallfahrtsort in Međugorje.